# Фотини Генимата
Фотини (Фофи) Генимата (на гръцки: Φώφη Γεννηματά) е гръцки политик, председател на ПАСОК.

## Биография
Фофи Генимата е родена в семейството на видния политик от ПАСОК Георгиос Гениматас. Завършва политология и публична администрация в Атинския университет през 1987 г.
Заема различни длъжности в партийния апарат на ПАСОК, а през 2002 и 2006 е избрана за главен номарх на Атина и Пирея. Зам.-министър на здравеопазването (2009–2010) и младши министър на образованието (2010–2011) в правителството на Георгиос Папандреу. Депутат през 2000–2002 и след 2012 г.
През 2012 г. става говорител на ПАСОК, а на 14 юни 2015 г. е избрана за председател на партията с 51 % от гласовете на партийните членове и симпатизанти.